# Topire

Topirea gheții

Topirea este o transformare de fază, proces în care o substanță trece din faza solidă în faza lichidă, datorită acumulării energiei sub formă de căldură în atomii sau moleculele unui corp solid. Însușirea de topire face parte dintre proprietățile fizice ale substanțelor.
Creșterea energiei atomilor sau moleculelor conduce la slăbirea legăturilor dintre ele, fenomen ce cauzează topirea parțială sau totală a solidului. Procesul opus este solidificarea. Cantitatea de căldură necesară unității de masă a corpului solid pentru a se topi la temperatura de topire se numește căldură latentă de topire. Fiecare substanță cristalină pură se topește (se solidifică) la o temperatură constantă, numită temperatură de topire (de solidificare). Un solid impur se topește, în general, într-un domeniu de temperaturi, sub  temperatura de topire a componentului principal.
Solidele amorfe (non-cristaline) ca de exemplu sticla sau rășina se topesc prin descreșterea treptată a viscozității odată cu creșterea temperaturii, fără o tranziție bruscă de la solid la lichid. Structura lichidului este întotdeauna mai puțin ordonată decât a solidului cristalin și prin urmare, lichidul ocupă în general un volum mai mare. Comportarea gheții care „plutește” în apă reprezintă o excepție notabilă față de descreșterea obișnuită a densității la topire.
Temperatura transformării de fază solid-lichid pentru substanțe cristaline este determinată de presiunea deasupra suprafeței solide, conform ecuației Clapeyron-Clausius.

## Topirea unui corp solid pur
Atunci când este încălzit un corp solid pur, temperatura acestuia se mărește. Apoi, ajungând la temperatura de topire, aportul de căldură servește la transformarea solid-lichid, iar temperatura rămâne stabilă. Când topirea este terminată, aportul de căldură duce la mărirea temperaturii lichidului.
Căldura necesară pentru a topi corpul solid este numită entalpie de topire sau căldură latentă de topire. Aceasta este exprimată prin unitatea de cantitate de substanță (J/mol). 